# Tjuvholmen (Lindås)
Ne doit pas être confondu avec Tjuvholmen.
Tjuvholmen est une île dans le landskap Sunnhordland du comté de Vestland, en Norvège. Elle appartient administrativement à Lindås.

## Géographie
Rocheuse et pratiquement désertique, à fleur d'eau, elle s'étend sur environ 138 m de longueur pour une largeur approximative maximale de 65 m. 